# Katalogsoftware
Mit Katalogsoftware werden Computerprogramme bezeichnet, mit denen Produktkataloge erstellt und verwaltet werden können. Dazu gehören zwei Hauptaspekte, die als Funktionalität i. d. R. von der Katalogsoftware angeboten werden:
- die effiziente Pflege der Produktdaten und Bilder (im Sinne von PIM – Product Information Management)
- die Ausleitung der Produktdaten/Bilder im kundenspezifischen Layout in die verschiedenen Publikationen für die Medien Internet, Print, CD und elektronische Kataloge für Marktplätze und E-Procurementsysteme (im Sinne von CMP – Cross Media Publishing).

Außerdem lassen sich andere Systeme wie ERP, Warenwirtschaft, Bilddatenbank mit der Katalogsoftware integrieren, mit dem Ziel, im Unternehmen Produktdaten und Bilder nur einmal speichern zu müssen.
Vorteil einer Katalogsoftware für Unternehmen, die bislang Kataloge Seite für Seite in Satzprogrammen erstellt haben:
- Produktdaten können deutlich effizienter gepflegt werden. Neue Produkte oder Produktänderungen müssen nur noch einmal zentral in der Katalogsoftware oder verbundenen Mastersystemen durchgeführt werden. Das führt zu deutlicher Zeit- und Kosteneinsparung, aber auch zu deutlichen Qualitätssteigerung bei den Produktdaten.
- Die Erstellung von Printkatalogen kann sogar on-demand und webbasiert bei wenigen Softwareanbietern erfolgen.
Damit kann man seine Prozesse bei der Katalogerstellung bis zu 90 % zeiteffizienter gestalten und sogar seinen Kunden und Händlern anbieten, per Knopfdruck stets aktuelle Katalogseiten, Datenblätter oder Preislisten zu generieren.